# C-25D
La  C-25D  és una carretera que connecta la  C-25  amb la  C-17  i Vic. És una carretera curta i és compartida per la  C-154  excepte en les connexions amb la  C-25  i la  C-17 .

## Enllaços
| C-25  | Sentit Est: Vic Girona Sentit Oest: Manresa Lleida |
| C-154 | Vic (Centre) N-152a                                |
| C-17  | Barcelona                                          |